# IEC 61030
D²B (Domestic Digital Bus, IEC 61030) is een IEC- norm voor een langzame multi-master seriële communicatiebus voor domotica-toepassingen. Het is in de jaren 1980 ontwikkeld door Philips. In 2006 is deze standaard door IEC ingetrokken omdat een andere norm werd voorgesteld: JTC1 SC 83 / WG1. Er zijn nog veel apparaten die aan de IEC 61030 voldoen, zoals sommige Philips tv's, videorecorders, cd-wisselaars van autoradio's en autoradio's zelf.
De Scart-connector biedt ook een D²B-verbinding voor communicatie tussen apparaten. Hiermee kunnen bijvoorbeeld zenders van een D²B apparaat worden verzonden naar een ander D²B apparaat of en D²B apparaat kan meldingen naar de osd van een beeldscherm sturen die dat ondersteund.
De D²B apparaten zitten parallel aangesloten op een bus. Er kunnen maximaal 25 apparaten worden aangesloten op een bus van 50 meter lang. Over de bus kunnen commando's worden verstuurd. Maar er kunnen ook data worden verstuurd met een maximale snelheid van 8000 bits per seconde.